# Albert Van Vlierberghe
Albert Van Vlierberghe (Belsele, 18 marzo 1942 – Sint-Niklaas, 20 dicembre 1991) è stato un ciclista su strada e pistard belga.
Professionista dal 1965 al 1980, vinse tre tappe al Giro d'Italia e tre al Tour de France.

## Carriera
Da dilettante fu campione nazionale nel 1963 e terzo ai campionati del mondo di Sallanches 1964 nella cronometro a squadre; partecipò anche ai Giochi olimpici di Tokyo nel 1964.
Debuttò da professionista nel 1965. Tra i principali successi da pro vi sono una tappa al Tour de France 1966, una tappa al Giro d'Italia 1967, una tappa al Giro d'Italia 1969, una tappa al Tour de France 1970, una tappa al Tour de France 1971, la Sassari-Cagliari nel 1971 e nel 1972 e una tappa al Giro d'Italia 1972. Anche il fratello Frans è stato ciclista professionista.

## Palmarès
- 1963 (dilettanti)

Campionati belgi, Prova in linea dilettanti
- 1965 (Flandria, due vittorie)

Classifica generale Tour du Loir-et-Cher
17ª tappa Volta a Portugal
- 1966 (Romeo, due vittorie)

Omloop der Vlaamse Gewesten
7ª tappa Tour de France (Angers > Royan)
- 1967 (Romeo, una vittoria)

9ª tappa Giro d'Italia (Cosenza > Taranto)
- 1969 (Ferretti, quattro vittorie)

Sint-Martens-Lierde
4ª tappa Giro di Sardegna (Nuoro > Olbia)
5ª tappa Giro d'Italia (Montecatini Terme > Follonica)
Giro delle Tre Province - Camucia
- 1970 (Ferretti, tre vittorie)

Flèche Rebecquoise
Harelbeke-Poperinge-Harelbeke
16ª tappa Tour de France (Montpellier > Tolosa)
- 1971 (Ferretti, sei vittorie)

Grote Prijs E5
Sassari-Cagliari
Grote Prijs Stad Zottegem
Harelbeke-Poperinge-Harelbeke
Omloop van de Fruitstreek
1ª tappa, 3ª semitappa Tour de France (Friburgo in Brisgovia > Mulhouse)
- 1972 (Ferretti, tre vittorie)

Bruxelles-Meulebeke
9ª tappa Giro d'Italia (Messina > Messina, Circuito dei Peloritani)
Sassari-Cagliari
- 1973 (Rokado, una vittoria)

Grand Prix de Wallonie
- 1974 (Molteni, una vittoria)

Grote Bankprijs
- 1976 (Flandria, due vittorie)

2ª tappa, 1ª semitappa Quatre Jours de Dunkerque (San Quintino > Saint-Amand-les-Eaux)
Grand Prix de Wallonie

### Altri successi
- 1966 (Romeo-Smith's)

Kermesse di Belsele-Puivelde
Kermesse di Mere
Kermesse di Strombeek-Bever
Kermesse di Westouter
- 1967 (Romeo-Smith's)

Criterium di Courtrai
Criterium di Kemzeke
Criterium di Malderen
- 1968 (Smith's)

Kustpijl
Kermesse di Belsele-Puivelde
Kermesse di Stekene
Kermesse di Zwijnaarde
- 1969 (Ferretti)

Kermesse di Oostakker
Criterium Grand Prix du Printemps (Hannut)
- 1971 (Ferretti)

Criterium di Alassio
Criterium Grand Prix du Printemps (Hannut)
Kermesse di Houthulst
Criterium di Sint-Gillis-Waas
Criterium di Waasmunster
- 1972 (Ferretti)

Criterium di De Panne
Criterium Grand Prix du Printemps (Hannut)
Criterium di Maria-Aalter
Kermesse di Ottignies
Criterium di Sinaai
- 1973 (Rokado)

Kermesse di Lokeren
- 1974 (Molteni)

Kermesse di Ninove - G.P. Beeckman-De Caluwé
Kermesse di Oostakker
Criterium di Sinaai
Kermesse di Zele
- 1975 (Miko-De Gribaldy)

Kermesse di Belsele-Puivelde
Criterium di Bilzen
- 1976 (Flandria)

Kermesse di Zwevezele
- 1977 (Flandria)

Kermesse di Kortemark
Kermesse di Zele
- 1978 (Flandria)

Kermesse di Baasrode
- 1980 (Masta-Cornelo)

Criterium di Belsele
Kermesse di Baasrode

## Piazzamenti

### Grandi Giri
- Giro d'Italia

1967: 60º
1969: 38º
1970: 44º
1971: 36º
1972: 57º
1974: 69º
1977: 72º
- Tour de France

1966: fuori tempo massimo (16ª tappa)
1970: 48º
1971: 29º
1973: 52º
1975: 32º
1976: 57º
1978: 56º
- Vuelta a España

1977: 35º

### Classiche monumento
- Milano-Sanremo

1966: 111º
1969: 110º
1970: 23º
1971: 9º
1972: 31º
1973: 54º
- Giro delle Fiandre

1967: 48º
1968: 34º
1972: 11º
1973: 14º
- Parigi-Roubaix

1972: 22º

### Competizioni mondiali
- Campionato del mondo

Sallanches 1964 - Cronometro a squadre: 3º
- Giochi olimpici

Tokyo 1964 - Cronometro a squadre: 13º
Tokyo 1964 - Inseguimento a squadre: 13º